# María del Río (actriz belga)
María del Río (Bruselas, Bélgica, 25 de marzo de 1973) es una actriz, presentadora de radio y televisión, cantante y humorista hispano-belga. En 2023 fue nombrada la «Mejor conductora de televisión belga» en los Premios Ciné-Télé-Revue.

## Biografía
De origen español, María del Río debutó en el Théâtre des Galeries de Bruselas en 1994, compartiendo escenario con otros actores y actrices teatrales del panorama belga francófono como Pascal Racan, Martine Willequet y el que se convertiría más adelante en su marido, Damien Gillard. Se unió a la Radio Télévision Belge de la Communauté Française (RTBF) en 1997 y a RTL-TVI de Luxemburgo en abril de 2005, donde presentó programas como Aimez-nous, MDR o L'Amour est dans le pré.
En la RTBF ha sido copresentadora del programa musical Pour la gloire junto a Carlos Vaquera y del programa de entretenimiento Bingovision con Thomas Van Hamme, quien también ha colaborado con ella en RTL-TVI. Fue copresentadora del noticiario matutino Good Morning de Radio Contact con Pascal Degrez y Olivier Arnould de septiembre de 2009 a septiembre de 2014.
En 1997 hizo un breve cameo como camarera en el telefilme Des gens si bien élevés, dirigida por Alain Nahum y protagonizada por Michèle Morgan. Otros créditos que tiene como actriz de televisión ha sido en la serie francesa Un si grand soleil, de 2019.
Del Río ha incursionado en la música con el lanzamiento de su primer sencillo, titulado «Luz de la Luna», bajo la compañía discográfica Ars - Universal. La canción, cantada íntegramente en español y que contó con la colaboración de la banda de eurodance belga Paradisio, alcanzó el decimosexto puesto en las listas de Flandes. Asimismo, en 2020 entró nuevamente en las listas musicales francófonas belgas con las covers de «Sarà perché ti amo» (puesto 33) y «Feliz Navidad» (puesto 38), ambas junto al vocalista del grupo de música Suarez, Marc Pinilla.
La comediante belga ha participado activamente en campañas benéficas, como en la de Dessine-moi un soleil contra la violencia doméstica y para Télévie con la adaptación teatral de la obra Boeing boeing de Marc Camoletti, dirigida por Jean-Paul Andret y que cuenta con los actores Sophie Pendeville, Sandrine Dans, Sandrine Corman, Michaël Miraglia y Olivier Leborgne.